# Koirat eivät käytä housuja
Koirat eivät käytä housuja (finès: Els gossos no porten pantalons) és una pel·lícula eròtica de comèdia negra finlandesa del 2019. dirigida per Jukka-Pekka Valkeapää. Fou projectada a la secció Quinzena de Cineastes del 72è Festival Internacional de Cinema de Canes.

## Argument
Set anys després del tràgic ofegament de la seva dona, el cirurgià cardíac Juha es troba emocionalment distant mentre cria sol la seva filla adolescent Elli. Utilitza un vestit i un perfum de la seva dona mentre es masturba. Quan una trobada casual amb la Mona, una dominatrix, l'acosta més que mai a sentir alguna cosa de nou, es troba entrant al món del BDSM. Li agrada estar asfixiat ja que això li fa tenir al·lucinacions d'estar sota l'aigua amb la seva dona. La seva trobada inicial sembla no consensuada, amb poca negociació entre tots dos. Tanmateix, la Mona li dóna una pilota perquè l'agafi quan l'estrangula, així que si comença a perdre el coneixement la pilota caurà i ella sabrà aturar-se. Dona a la dona el vestit i el perfum de la seva dona perquè l'utilitzi.
En Juha marxa de la seva feina en un hospital destrossant una porta quan la seva targeta no funciona. No aconsegueix anar al concert de la seva filla a favor de veure la Mona. L'enganya perquè continuï amb l'asfíxia durant massa temps i es desmaia. Fa primers auxilis i truca a una ambulància (és fisioterapeuta de dia, així que té formació mèdica).
L'Elli arriba a l'hospital, angoixada. Juha diu que va veure la seva mare i li diu que se'n vagi. Un company li diu que la Junta està preocupada pel seu comportament i vol fer-li una avaluació psicològica. Mentre té lloc aquesta conversa, en Juha es treu el seu propi polze danyat.
Juha continua perseguint la Mona sense descans, però ella rebutja les seves trucades. Una nit, Juha persegueix una persona que creu que és la Mona, però que en realitat és un home que el ruixa amb esprai de pebre. Més tard porta la professora de música de la seva filla a sopar i li regala el perfum de la seva dona. Acaben a casa seva i tenen sexe. Li demana que porti el perfum i l'estrangui. Ella està d'acord amb això, però també ho troba divertit.
Juha segueix la Mona una vegada més, aquesta vegada al seu pis, on ell li dóna un ultimàtum: pot fer-lo tant com vulgui, sempre que l'estrangui a canvi. Ella accepta i ell la segueix a quatre potes. Ella el lliga i anuncia que li traurà una de les dents amb unes pinces. Inicialment es nega però després cedeix. Ella treu una dent després d'una certa lluita. Aleshores li embolcalla la cara amb film transparent. Finalment, s'adona que va venir darrere d'ella amb la intenció de suïcidar-se. Ella l'allibera i comença a plorar. En Juha consola la Mona i es fan un petó, abans que ell la doni una bufetada. Ella es tanca en una altra habitació, però quan torna amb el vestit de la seva dona, ell ha marxat.
Juha torna a casa on la seva filla està absent. Troba l'Elli en un parc, fumant, i intenta reparar la seva relació convidant-la al Museu d'Història Natural, com solien fer el seu aniversari. L'Elli se'n va amb el ciclomotor del seu xicot.
Juha escolta que la seva avaluació psicològica va tornar clara i li diu al seu company que va mentir. Més tard, va a un club de BDSM, vestit amb roba fetitxe. Després d'unes copes al bar, puja a la pista de ball i gaudeix. Quan la Mona entra, ell li somriu i ella li torna el somriure.

## Repartiment
- Pekka Strang com a Juha
- Krista Kosonen com a Mona
- Ilona Huhta com Elli
- Jani Volanen com a Pauli
- Oona Airola com a Satu
- Iiris Anttila com a Lävistäjä
- Ester Geislerová com a Vaimo

## Recepció
Al lloc web de l'agregador de ressenyes Rotten Tomatoes, la pel·lícula té una puntuació d'aprovació del 90 % basada en 30 ressenyes, amb una valoració mitjana de 7.5/10. El consens dels crítics del lloc web diu: "Koirat eivät käytä housuja serà massa intens per a molts espectadors, però per a aquells que puguin acceptar el càstig, hi ha plaer amb el dolor d'aquest drama cruent."

## Premis
Va guanyar el Premi Noves Visions del LII Festival Internacional de Cinema Fantàstic de Catalunya.